# 何店镇
何店镇，是中华人民共和国湖北省随州市曾都区下辖的一个乡镇级行政单位。

## 行政区划
何店镇下辖以下地区：
响堂街社区、王家河社区、谌家岭村、椒藤河村、三岔河村、王店村、辽源村、谢店村、花湾村、棋盘山村、乔麦河村、贯庄村、金花岭村、天星村、龚家店村、浪河村、向阳村、汪谌村和白庙村。